# Charlie Hopkins
Charlie Hopkins (n. 19??) es un actor australiano, más conocido por interpretar a Derek Young en la serie Home and Away.

## Biografía
Estudió drama en el Bachelor of Creative Arts en la Iniversidad de Wollongong con un grado en representación teatra.
Se entrenó en la prestigiosa escuela londinense Royal Academy of Dramatic Arts "RADA".

## Carrera
Escribió, dirigió y produjo la película "The Third Light".
Entre el 2004 y el 2005 apareció como invitado en varios episodios de la serie The Cooks donde interpretó al mesero Felix.
En el 2006 se unió al elenco recurrente de la exitosa serie australiana Home and Away donde interpreta al doctor Derek Young, hasta ahora. Ese mismo año interpretó al mochilero Jimmy en la serie dramática Love My Way.
En el 2010 apareció como invitado en un episodio de la exitosa miniserie The Pacific donde interpretó a un teniente.

## Filmografía
Series de televisión
| Año             | Título            | Personaje        | Notas                      |
| --------------- | ----------------- | ---------------- | -------------------------- |
| 2006 - presente | Home and Away     | Derek Young      | 24 episodios               |
| 2010            | The Pacific       | Teniente Primero | episodio "Peleliu Landing" |
| 2006            | Love My Way       | Jimmy            | episodio "More to Tell"    |
| 2004 - 1005     | The Cooks         | Felix            | 4 episodios                |
| 2003            | White Collar Blue | Derek            | episodio # 1.20            |

Películas
| Año  | Título          | Personaje            | Notas                                                                                            |
| ---- | --------------- | -------------------- | ------------------------------------------------------------------------------------------------ |
| 2012 | Dead Down Under | Barry Bradman        | junto a Alexia Kelly, Bianca Jade Mauceri, Alistair Milne & Brigid O'Sullivan                    |
| 2008 | The Informant   | Guardia de Seguridad | junto a Colin Friels, Stepehn Curry, Matt Day & Salvatore Coco                                   |
| 2006 | The Bet         | Estudiante           | junto a Matthew Newton, Aden Young, Roy Billing, Rick Cosnett, Alyssa McClelland & Peta Sergeant |
| 2004 | The Crop        | Policía Local        | junto a Holly Brisley, Rhys Muldoon & Tony Barry                                                 |

Director, escritor y productor
| Año | Película        | Notas                           |
| --- | --------------- | ------------------------------- |
| -   | The Third Light | director, escritor & prooductor |

Teatro
| Año | Obra                            | Personaje          | Director    | Teatro | Notas |
| --- | ------------------------------- | ------------------ | ----------- | ------ | ----- |
| -   | Murder on the Nile              | Simon Mostyn       | -           | -      | -     |
| -   | Sticks and Stones               | Toby               | -           | -      | -     |
| -   | Wreckless                       | Tim                | -           | -      | -     |
| -   | The Importance of Being Earnest | Algernon Moncrieff | Ian McGrath | -      | -     |
| -   | The Cafe Latte Kid              | Placid Lake        | -           | -      | -     |